# ВЕС Маршево
ВЕС Marszewo — вітрова електростанція у Польщі в Західнопоморському воєводстві.
Майданчик для станції обрали неподалік від балтійського узбережжя, на захід від Слупська. У 2012-му тут розпочались будівельні роботи, а наступного року ввели в експлуатацію 41 вітрову турбіну виробництва данської компанії Vestas: 22 типу V80/2000 та 19 типу V90/2000, які при однаковій одиничній потужності 2 МВт відрізняються лише діаметром ротору — 80 та 90 метрів відповідно.
Проєктний виробіток електроенергії на ВЕС Marszewo має становити 184 млн кВт·год. на рік.
Для видачі продукції станції спорудили повітряну ЛЕП напругою 110 кВ довжиною 17 км.